# Лопатино (Угличский район)
Лопатино — деревня в Угличском районе Ярославской области России. Входит в состав Никольского сельского округа Слободского сельского поселения.

## География
Деревня находится в юго-западной части области, в зоне хвойно-широколиственных лесов, к югу от автодороги 78Н-0841, на расстоянии примерно 13 километров (по прямой) к северо-востоку от города Углича, административного центра района. Абсолютная высота — 131 метр над уровнем моря.

### Климат
Климат характеризуется как умеренно континентальный, со сравнительно холодной зимой и относительно тёплым летом. Среднегодовая температура воздуха — 3,2 °C. Средняя температура воздуха самого холодного месяца (января) — −10,8 °C (абсолютный минимум — −46 °C); самого тёплого месяца (июля) — 17,6 °C (абсолютный максимум — 35 °C). Вегетационный период длится около 165—170 дней. Годовое количество атмосферных осадков составляет 600—700 мм, из которых большая часть выпадает в тёплый период. Снежный покров держится в среднем 150 дней.

### Часовой пояс
Лопатино, как и вся Ярославская область, находится в часовой зоне МСК (московское время). Смещение применяемого времени относительно UTC составляет +3:00.

## Население
| 2007 | 2010 |
| ---- | ---- |
| 3    | ↗5   |

### Национальный состав
Согласно результатам переписи 2002 года в деревне проживал один житель русской национальности.